# Joe Elliott
Joseph Thomas Elliott (født 1. august 1959 i Sheffield, Yorkshire) er forsanger i det engelske band Def Leppard.

## Karriere med Def Leppard
Elliott mødte guitarist Pete Willis i 1977 efter at han havde misset en bus. Efter de havde fundet ud af, at de begge var musikalske, mødte han resten af medlemmerne af bandet Atomic Mass. Han blev først valgt som guitarist, derefter som vokalist. Resten af bandet var imponeret af ham, og valgte ham som et nyt medlem. Elliott foreslog at forandre bandnavnet til Deaf Leopard, som senere blev forandret til Def Leppard. Elliott blev snart en vigtig del af bandet også på grund af sin producerstil. Som producer var Elliott varieret, for eksempel fra pop-rock til folkemusik og alt indimellem for inspiration. Han kommenterer ofte, at teksterne til Leppards musik ikke er personlige, men at de skal være lette at forstå. Elliott spiller også guitar og trommer.

## Øvrige projekter
Elliott har arbejdet med flere projekter ud over Def Leppard gennem sin karriere. Blandt andet har han deltaget i hyldester til andre artister som Freddie Mercury, Alice Cooper, Mick Ronson, Ian Hunter og David Bowie. Han havde æren at åbne The Freddie Mercury Tribute Concert i 1992 sammen med de tilbageværende medlemmer af Queen og guitaristen Slash, hvor de opførte "Tie Your Mother Down". Han har også arbejdet på projekter som Rolling Stones's guitarist Ronnie Woods soloalbum Slide on This; Lordi Sprees "Those Faces"; Ricky Warwicks "The Almighty" og flere. Han og hans ven, Def Leppard guitarist Phil Collen havde en gang et sideprojekt kaldet Cybernauts. Projektet levede ikke længe, og albummet, som var online, er siden blevet slettet.